# Ernest Henri Dubois

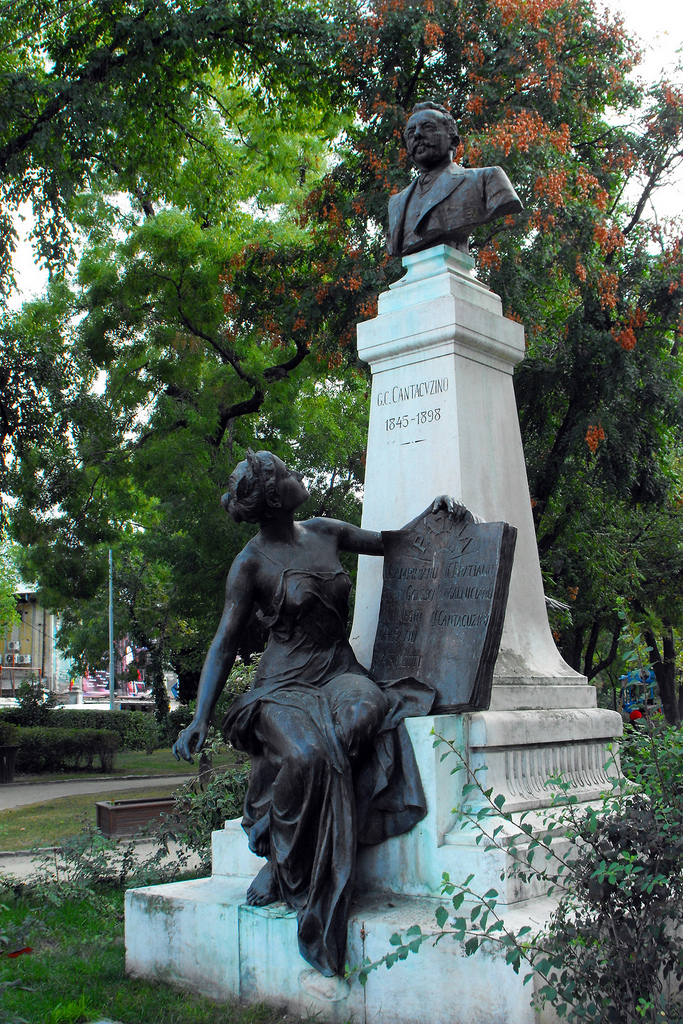
Monumentul lui G. C. Cantacuzino amplasat la intrarea în parcul Grădina Icoanei din București. Pana pe care personajul feminin o ținea în mâna dreaptă, în 1904, la inaugurarea monumentului, a dispărut între timp.

Ernest Henri Dubois (n. 16 martie 1863, Dieppe, Haute-Normandie, Franța – d. 30 decembrie 1930, Paris, Franța) a fost un sculptor francez, figură de seamă a neoclasicismului francez.
Atras de tânăr de pictură și sculptură, în 1881 intră la école des Arts décoratifs (Școala de Arte decorative), apoi la Ecole des Beaux-Arts (Școala națională de Arte frumoase) din Paris, unde a studiat sculptura cu Henri-Michel-Antoine Chapu și Alexandre Falguière.
A studiat și cu Jules Chaplain (1839-1909) și d'Antonin Mercié, al cărui elev preferat a fost.
Ernest Dubois a realizat busturi și lucrări alegorice, pe care le-a expus cu regularitate la Salonul din Paris, începând cu 1892, când a și primit o mențiune pentru sculptura „Jeune Adolescent”.
A fost remarcat la salonul din 1894 unde a primit medalia clasa I pentru lucrarea „Le pardon”, una din cele mai cunoscute opere ale sale, pe care statul francez a reprodus-o în marmură pentru Palatul Luxembourg. În 1899 a fost răsplătit cu o Medalie de onoare.
Având o reputație bine stabilită, Ernest Dubois primește multe comenzi. În 1900, la Expoziția Universală de la Paris prezintă macheta statuii lui Jacques-Bénigne Bossuet. A avut un succes enorm, primește medalia de onoare și este făcut cavaler al Legiunii de onoare. După ce a terminat statuia, aceasta a fost instalată în 1911 în catedrala din Maux.

## Monumente ridicate în România
În România, a ridicat următoarele monumente publice:
- Monumentul lui Ion C. Brătianu[10]
- Monumentul lui Gheorghe C. Cantacuzino.
- Monumentul lui George D. Pallade[11]
- Monumentul lui Eugeniu Carada din București[12]
- Monumentul lui Take Ionescu[13]
- Bustul lui Ion C. Brătianu[14]